# Virac (Filipinas)
Virac es un municipio filipino de primera clase, capital de la provincia de Catanduanes, en la región de Bicolandia.

## Toponimia
El lugar puede aparecer referido como «Virac» y «Birac».

## Historia
Hacia mediados del siglo XIX, el lugar, perteneciente por entonces a la provincia de Albáy, tenía contabilizada una población de 4678 habitantes, repartidos en 780 casas. Aparece descrito en el primer volumen del Diccionario geográfico, estadístico, histórico de las Islas Filipinas (1850) de Manuel Buzeta Núñez y Felipe Bravo con las siguientes palabras:

BIRAC: pueblo con cura y gobernadorcillo, en la isla de Calamianes, dependiente en lo civil y político de la prov. de Albay (cap. Albay, en la isla de Luzon, como á unas 13 leg.), y en lo eclesiástico de la dióc. de Nueva Cáceres. sit. en la costa S. de la isla, á la orilla izq. del r. á que dá nombre y junto á su desagüe, en los 124° 55' long., 13° 47' 30" lat.; en terreno llano y despejado, con buena ventilacion, y clima templado y saludable. Fué fundado en este punto, especialmente por la comodidad de su puerto. Tiene en la actualidad con sus barrios 780 casas de sencillísima construccion, distinguiéndose como de mejor fábrica la casa parroquial y la llamada tribunal; hay escuela de primeras letras dotada de los fondos del comun, á la que concurren varios alumnos; é igl. parr. de buena arquitectura, servida por un clérigo indio. Próximo á la igl. se halla el cementerio en buena situacion y ventiado. Se comunica este pueblo con sus limítrofes por medio de caminos regulares, y recibe el correo semanal de la cabecera. El term. confina por E. con Bato, como á 2 y ½ leg.; por S. con el mar, y por O. llega tambien hasta la costa; teniendo un barrio llamado Icalolbon, como á 2 leg., con otro fondeadero junto al cual se halla el bajo Teresa, descubierto en 1834. Por N. se dilata el desierto centro de la isla. El r. de Birac se precipita por las cañadas meridionales de los montes que forman este centro, y corriendo de N. á S. riega un fertil valle. Al S. de la pobl. descuella en la costa la punta Taguntum, siendo un estribo de un monte que resguarda á Birac de los vientos de O.: los montes orientales de la isla que terminan al S. con la punta Nagumbuaya, la defienden de los de aquella parte, que son mucho mas recios é incómodos. Tiene estensos montes en los cuales se crian maderas de construccion, y caza mayor y menor. prod. arroz, maiz, caña dulce, abacá, añil, ajonjolí, cocos, mongos etc. Los hab. se ocupan especialmente en la agricultura, beneficio de sus productos y la pesca; participando de todo estos trabajos las mugeres, que tambien fabrican algunos tejidos. pobl. 4,678 alm., 1,263 trib., que ascienden á 12,630 rs. plata, equivalentes á 31,575 rs. vn.
(Buzeta y Bravo, 1850, p. 390)

En 2020, tenía censados 76 520 habitantes.